# 北潟湖
北潟湖（きたがたこ）は、福井県あわら市と石川県加賀市に跨る、国道305号沿いに広がる湖。越前加賀海岸国定公園の一部である。

## 概要

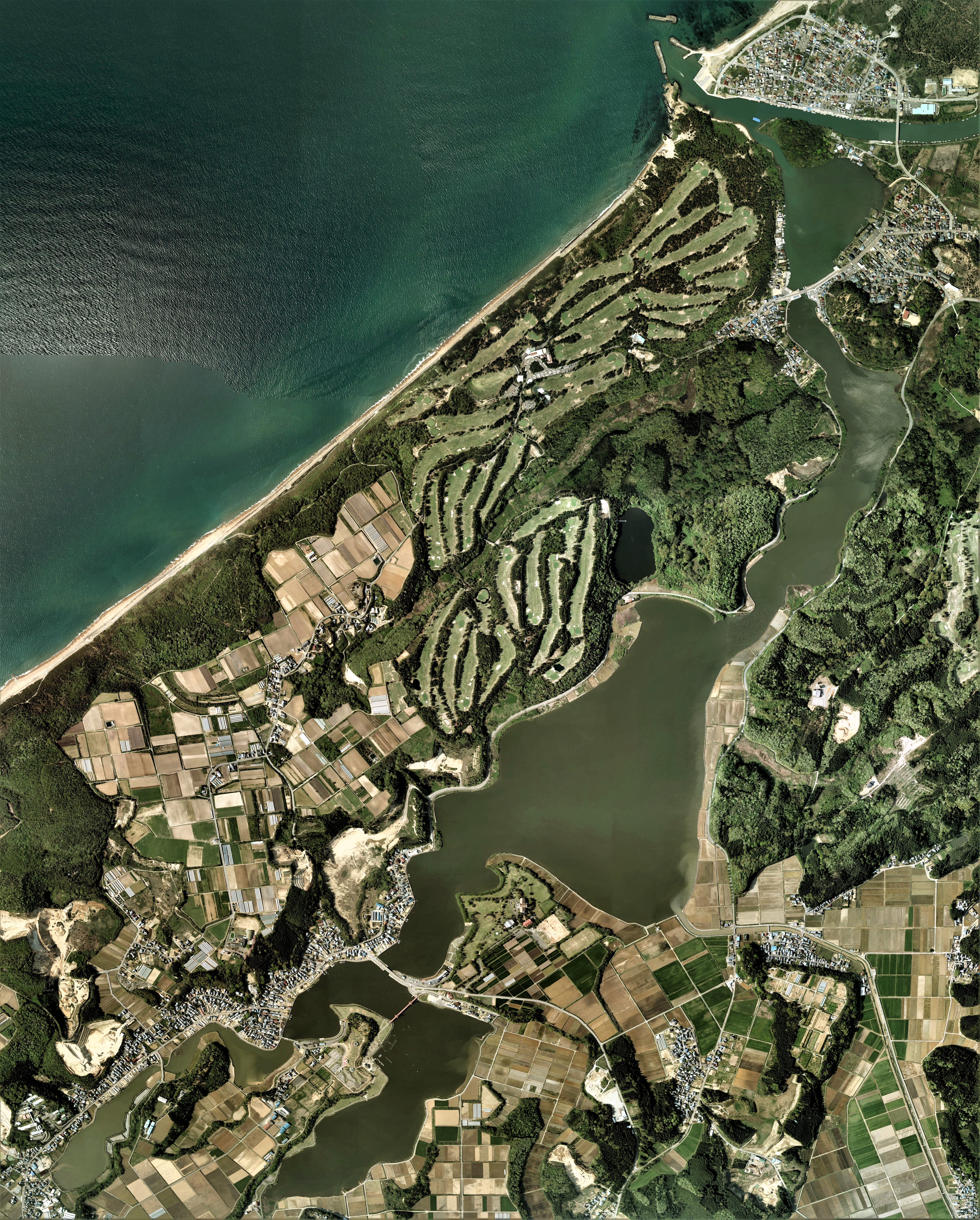
北潟湖周辺の空中写真。
2008年4月29日撮影の22枚を合成作成。
。

湖面の約99%が福井県に属し、同県の自然湖としては三方五湖の水月湖、三方湖に次いで3番目に大きい。県境付近で二級水系大聖寺川本流に直接合流し、数百メートル下流の福井県北端かつ石川県西端にあたる塩屋漁港で日本海につながっている。日本海との水位差があまり無いため海水が流れ込みやすい。
日本の重要湿地500（2001年）、生物多様性保全上重要な里地里山（2015年）に選定されている。
約2万年ほど前に加越台地が浸食してできた谷に約6,000年前、水が溜まり形成された。湖底には厚さ10〜15メートルの青みがかった暗黒色の硫化水素の臭いがする泥が堆積している。

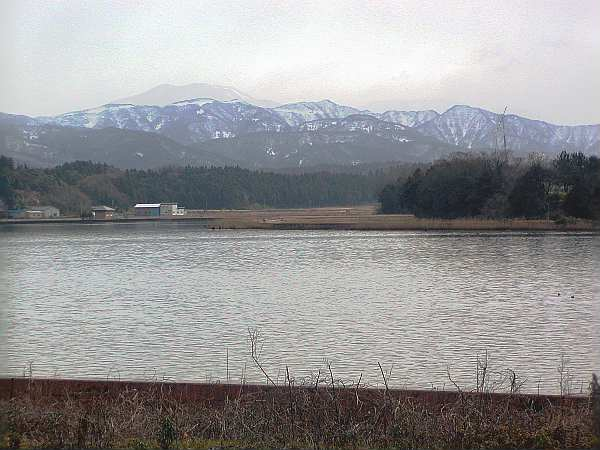
国道305号より
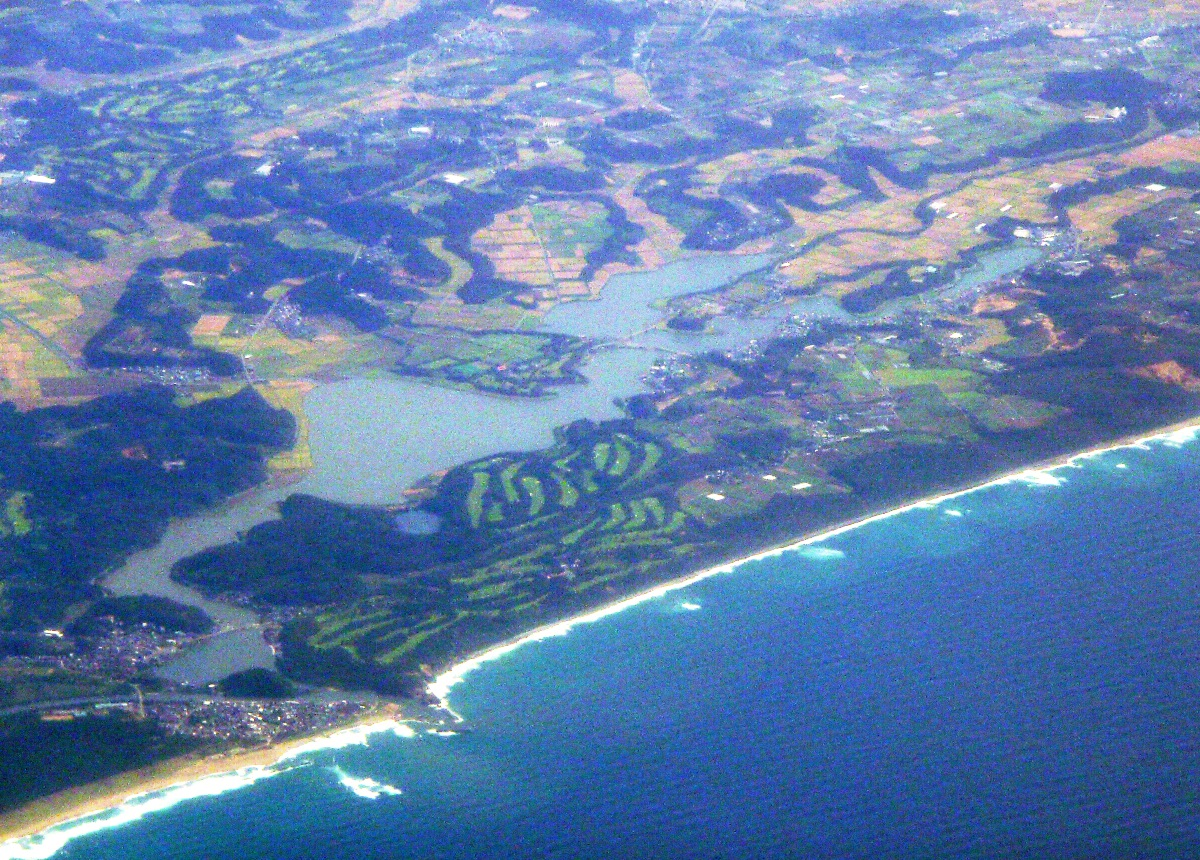
北側より北潟湖空撮

## 周辺の地質
湖の周辺は、貝などの化石を含む凝灰岩や泥岩、砂岩、安山岩からなり、約1,500万年前に堆積したとみられる。その上には厚さ30～50メートルの砂層があり、数万年前の氷期に堆積したと考えられている。また表層には鳥取県の大山から偏西風にのって飛んできた火山灰層（芦原ローム層）が堆積している。

## 歴史
江戸時代にはカキの養殖が盛んに行われていた。しかし、19世紀後半から始まった新田開発により、潮止めのための開田橋がつくられたため徐々に淡水化、カキの養殖は衰退した。大正や昭和期には埋め立てが計画されたが、実現されず、重要な自然環境として現在に至る。

## 生物
- ゲンゴロウブナやコイ、ハゼ、ウナギなど約60種類が生息。
- 12月〜3月にかけて行われる寒ブナの柴漬漁[4]は明治時代より続けられ、冬の風物詩として有名である。
- 鳥類はアオサギ、コサギ、カルガモ、カワセミなどが生息し、冬にはコハクチョウなどが飛来する。魚類が豊富に生息するため、それらを餌とする多くのカモ類やタカ類が越冬する。
- マガン、ヒドリガモ、マガモの渡来地として、環境省が定める「日本の重要湿地500」に指定されている[5]。
- 最近は少なくなったが、一部にヨシ原が発達している。

## レジャー
- カヌーやボート、釣り
- あわらカップカヌーポロ大会（八月中旬）
- 華勝負杯カヌーポロ交流大会（六月）
- 湖畔ではサイクリングができる（福井県道803号北潟湖畔自転車道線）。
- キャンプ場

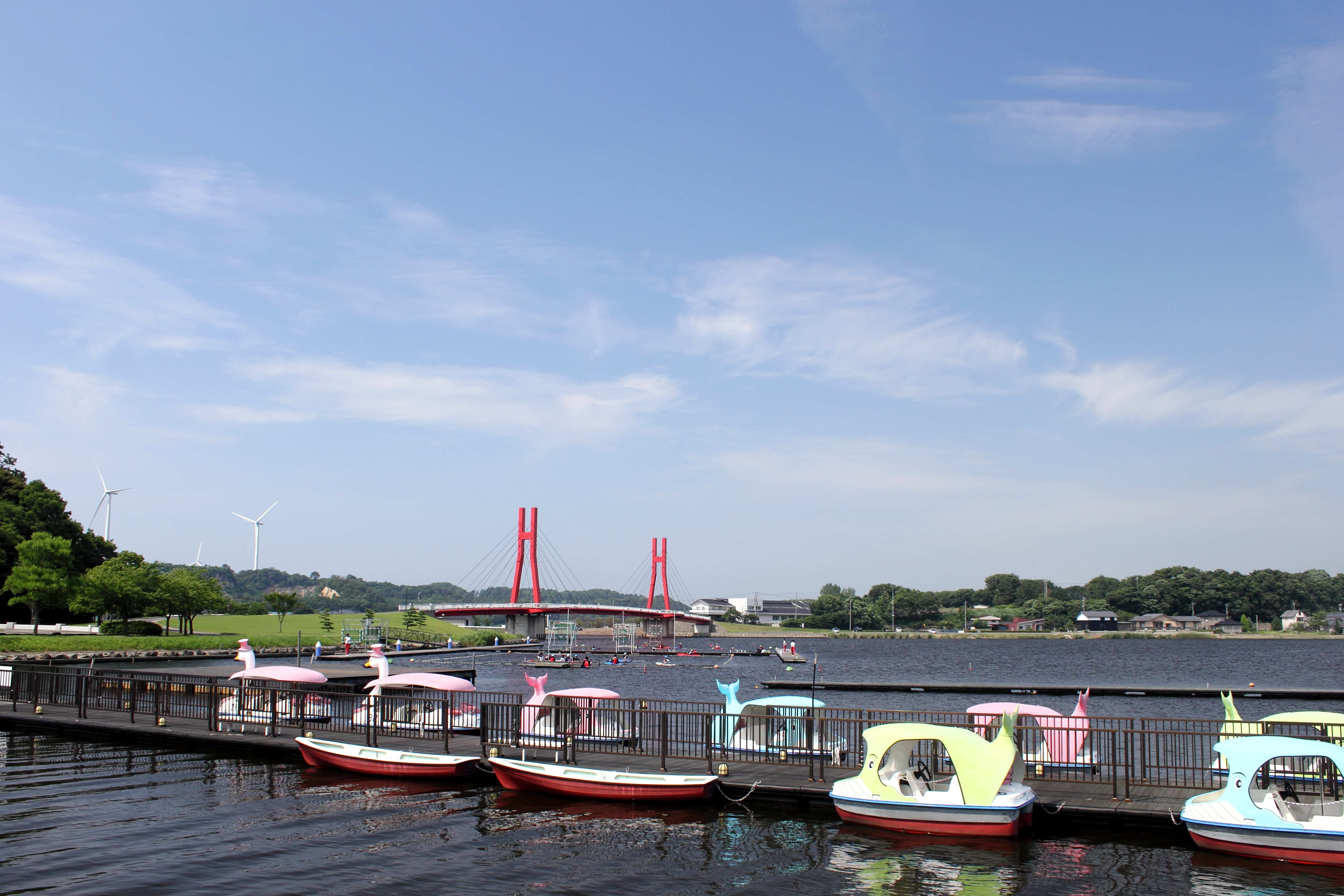
貸ボートと、カヌーポロ練習中の風景

## 周辺
- 湖畔に北潟湖花菖蒲園があり、6月には300種20万株のハナショウブが咲き乱れる。6月中旬には「あわら北潟湖畔花菖蒲まつり」も開催され、伝統芸能などが催される。
- 吉崎御坊跡　この周辺に道の駅蓮如の里あわらがある。[6]
- 福井工業大学あわらキャンパス
- 国立病院機構あわら病院
- アイリスブリッジ（北潟湖にかかる真っ赤な斜張橋、全長170m、歩行者・自転車専用橋）
- ゴルフ場
- あわら北潟風力発電所

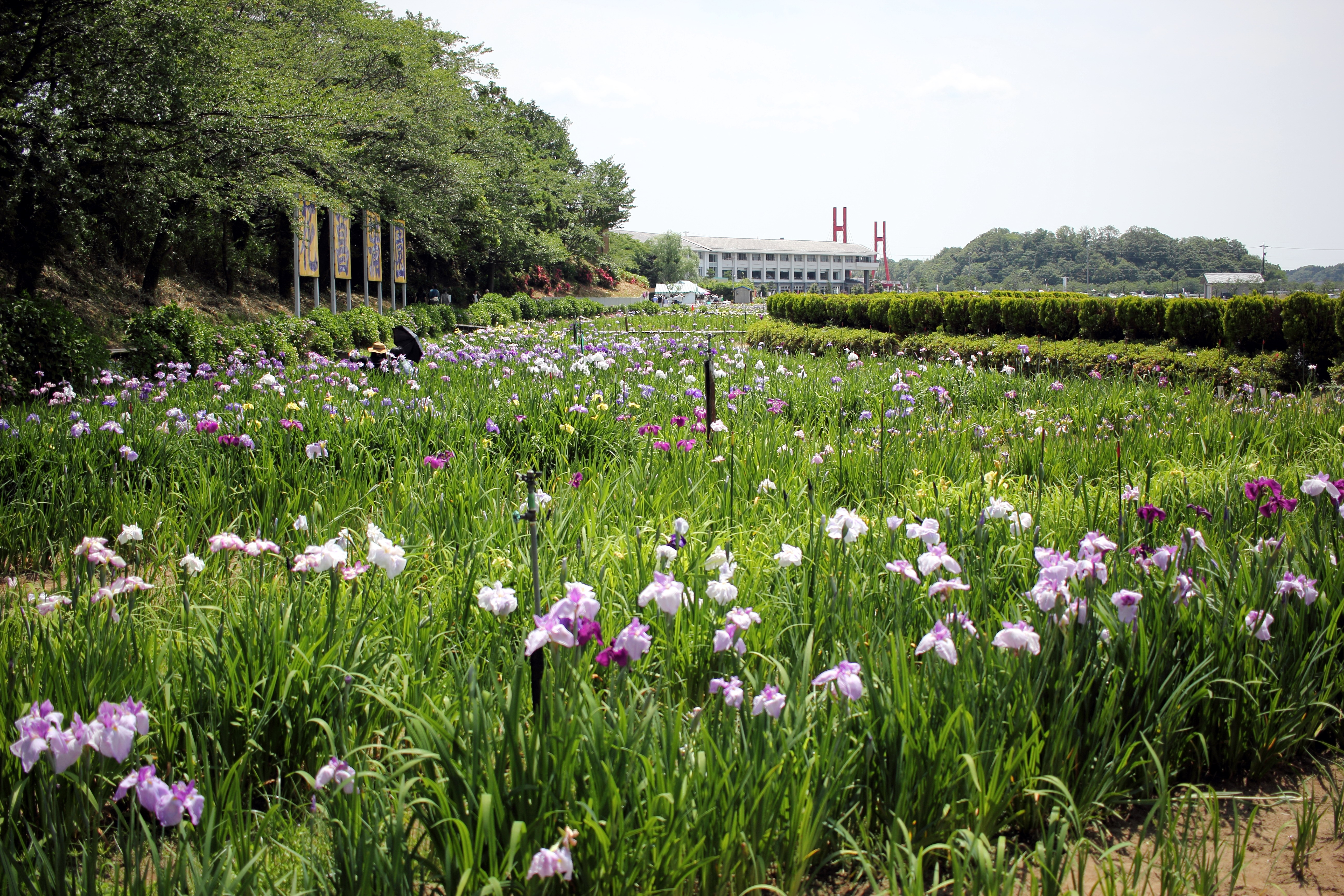
北潟湖花菖蒲園
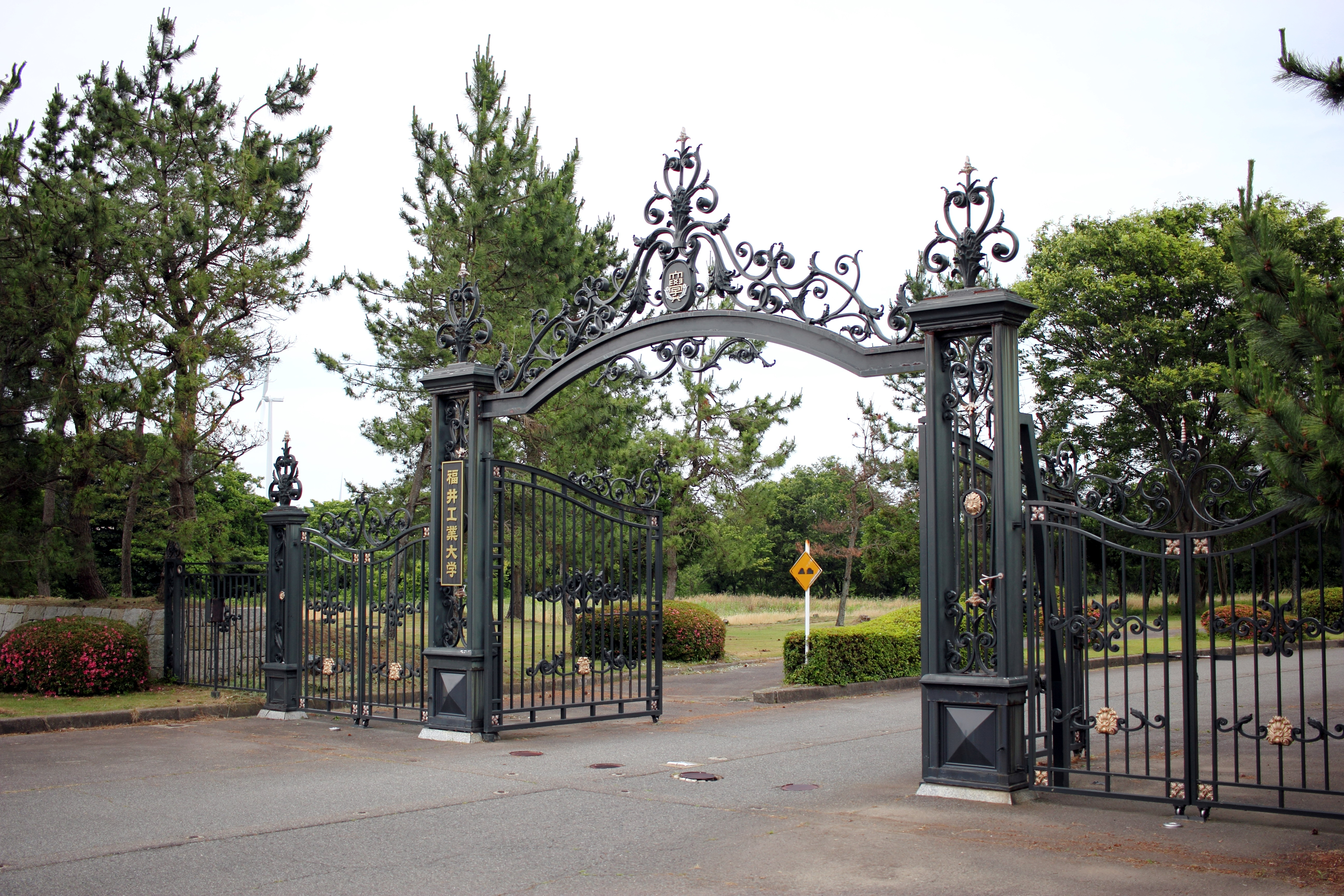
福井工業大学あわらキャンパス
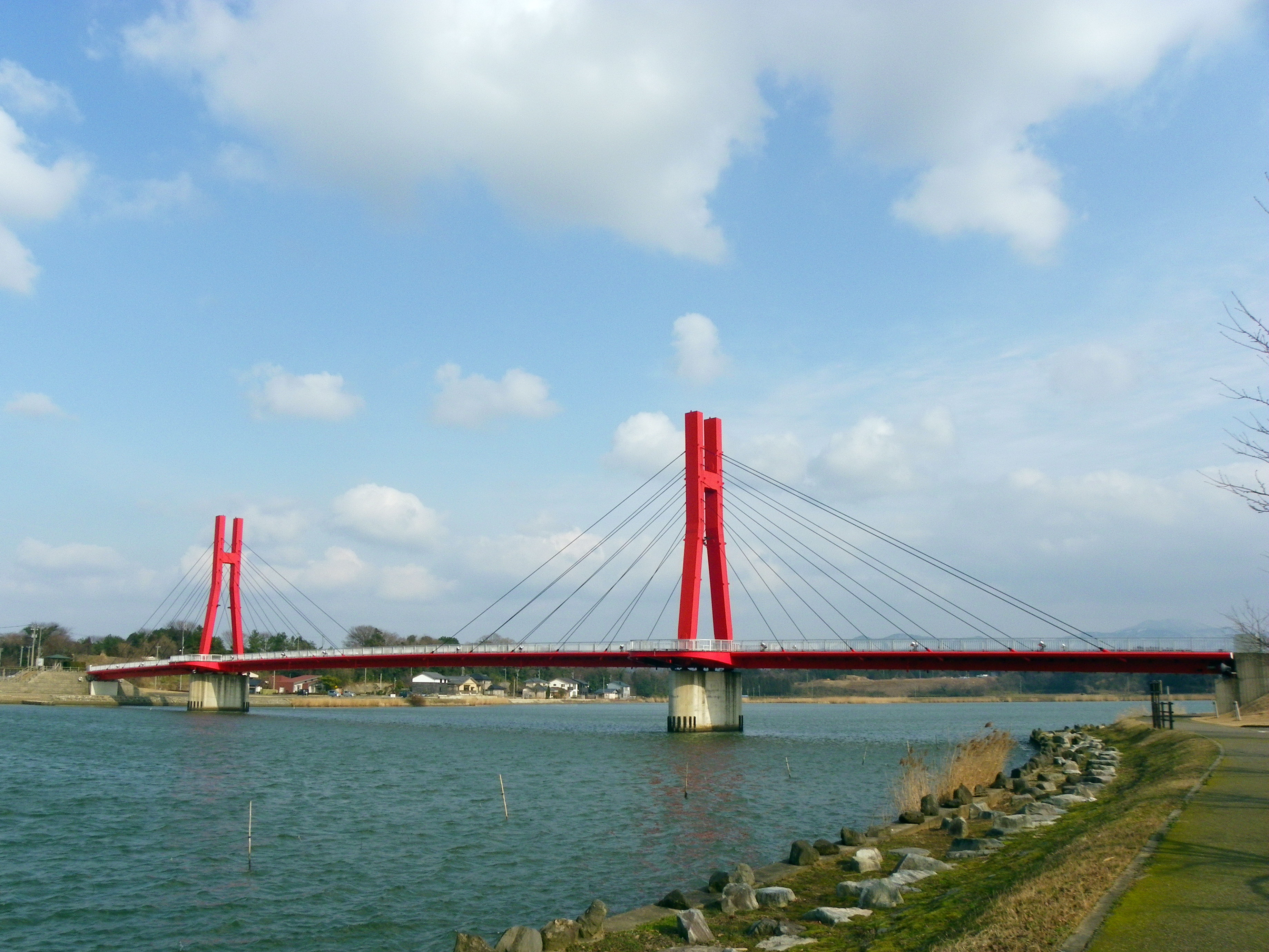
アイリスブリッジ
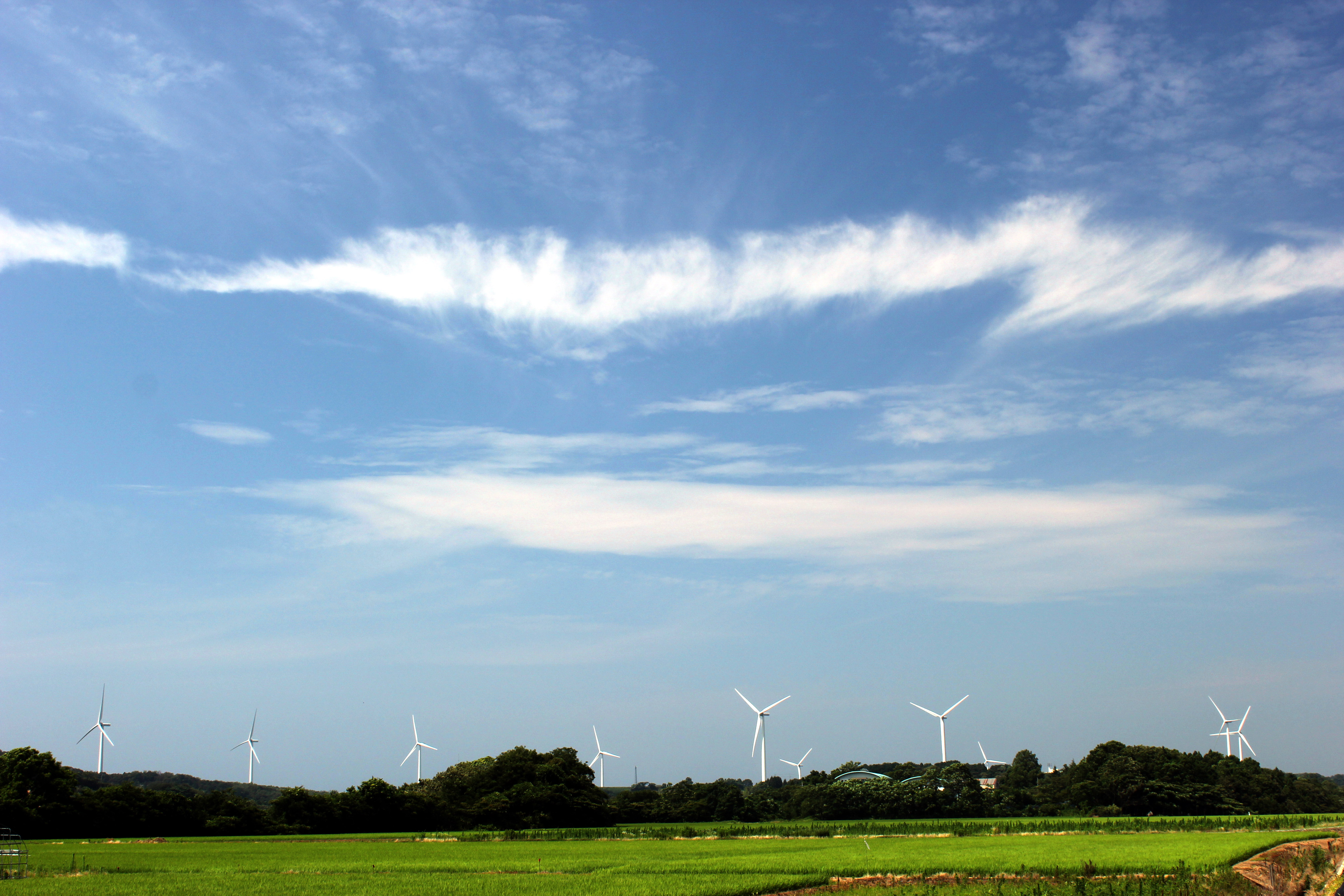
あわら北潟風力発電所 10基の風車

## 鹿島の森

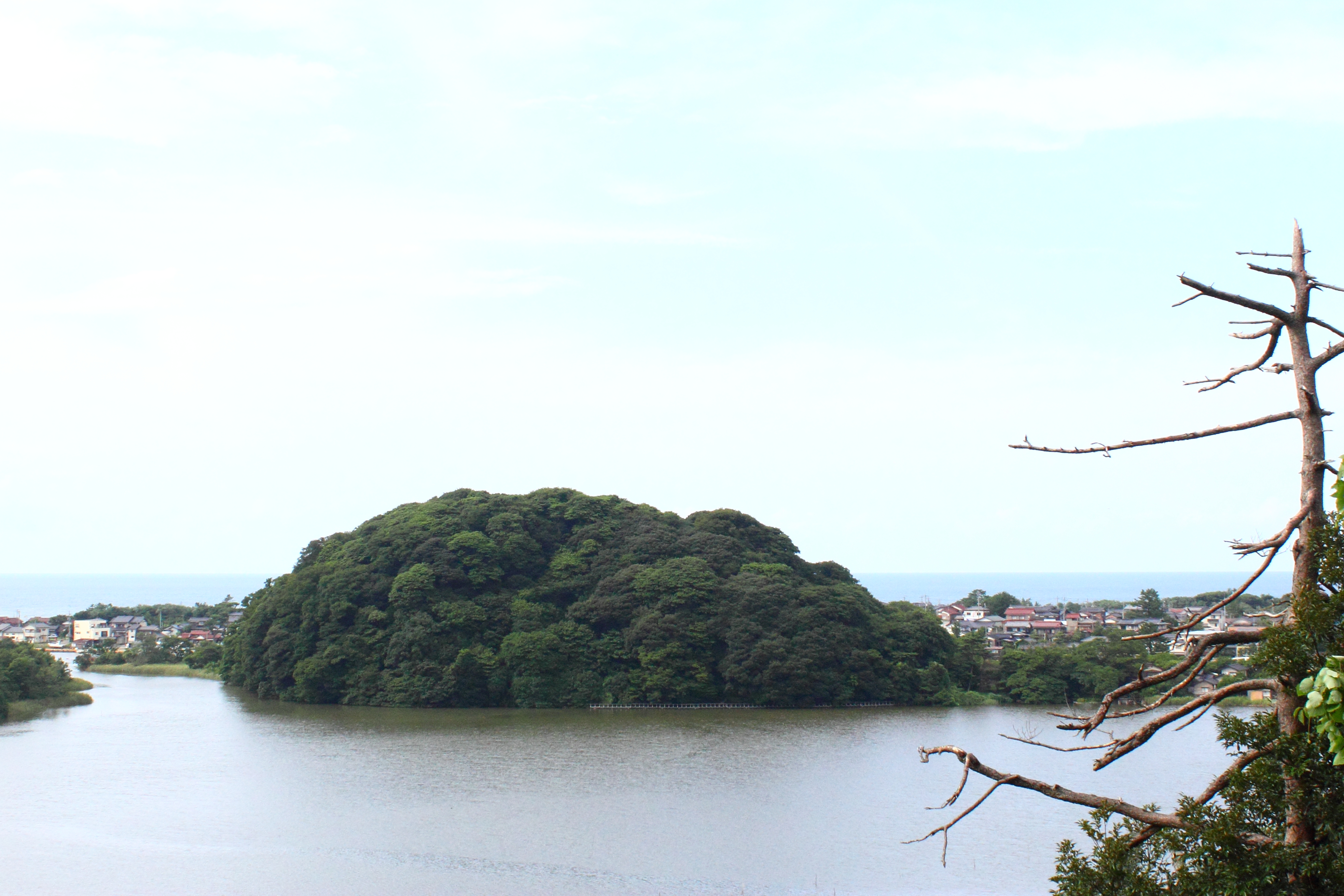
鹿島の森

- 大聖寺川と北潟湖に囲まれた海抜30メートル、面積約3万平方メートルの小高い山林で、全域が石川県加賀市に属している。もともと孤島だったが、1688年頃から始まった加賀藩の土木工事により砂州が発達し、1713年頃には陸続きになった。山全体に照葉樹の原生林が広がっており、うちイヌマキなどは当地が植生北限とされている。1938年に天然記念物に指定[7]された。
- 鹿島神社があり、山全体が神域である。
- 2021年に重要文化的景観「加賀海岸地域の海岸砂防林および集落の文化的景観」の構成要素となる。

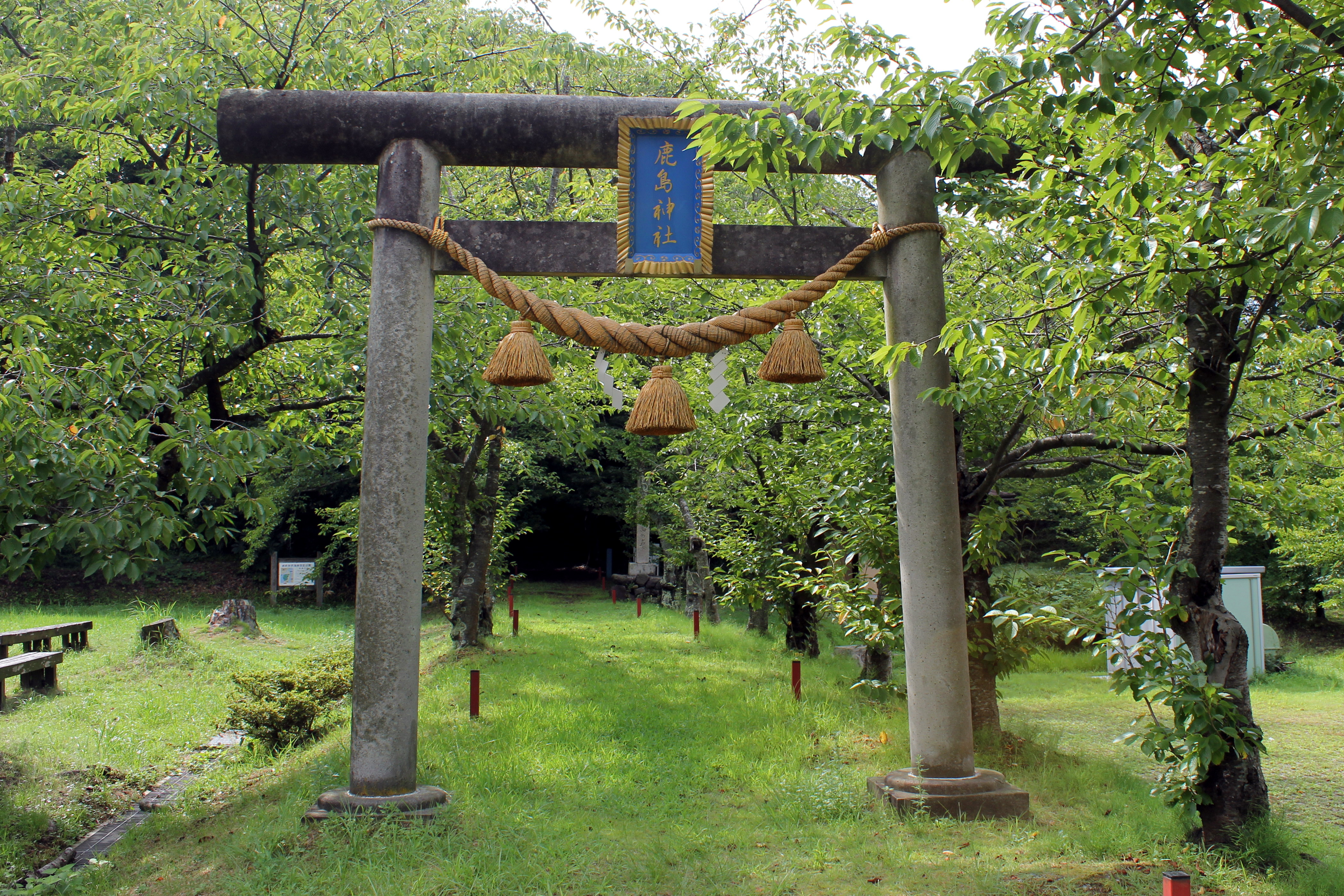
鹿島神社の鳥居
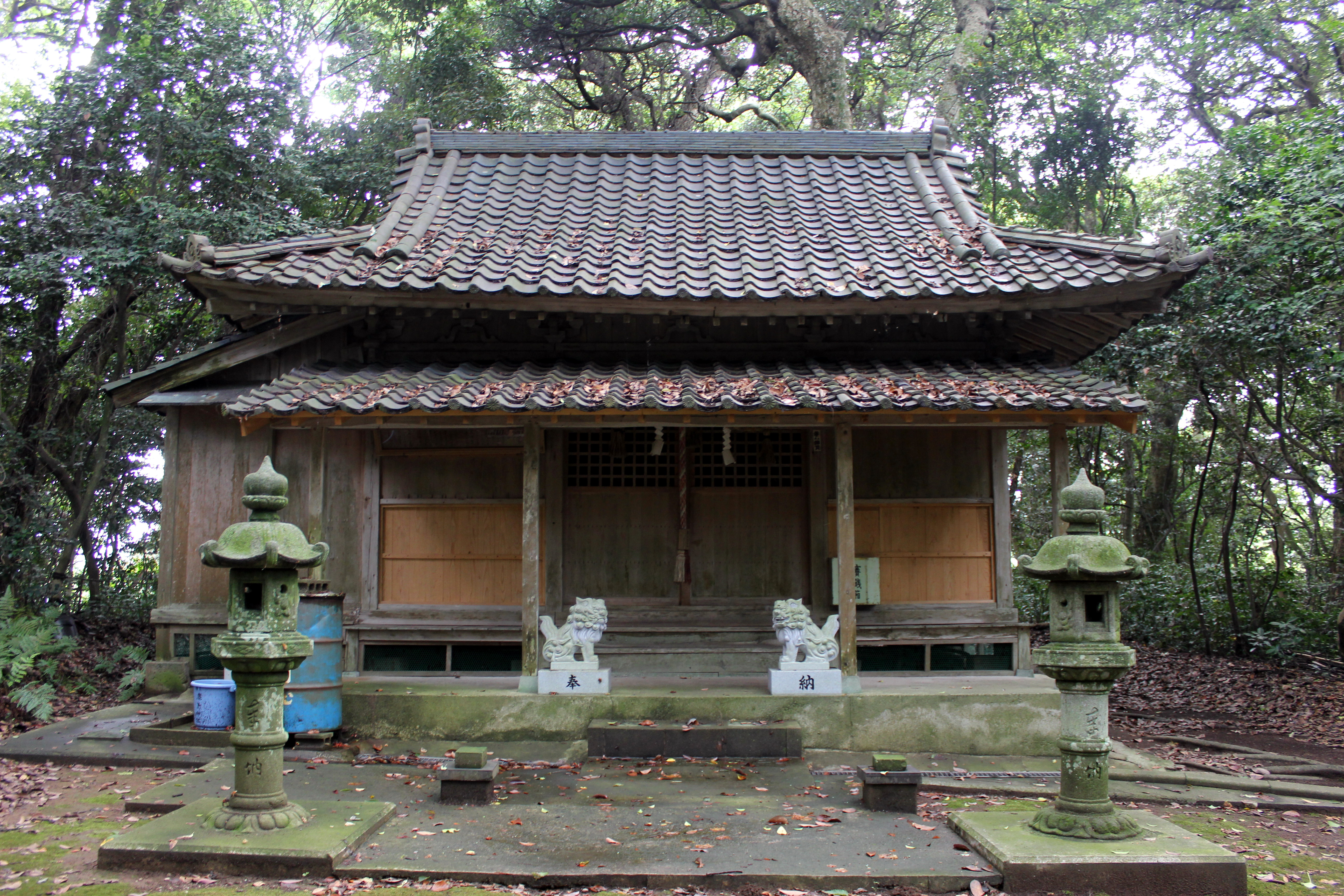
鹿島神社社殿
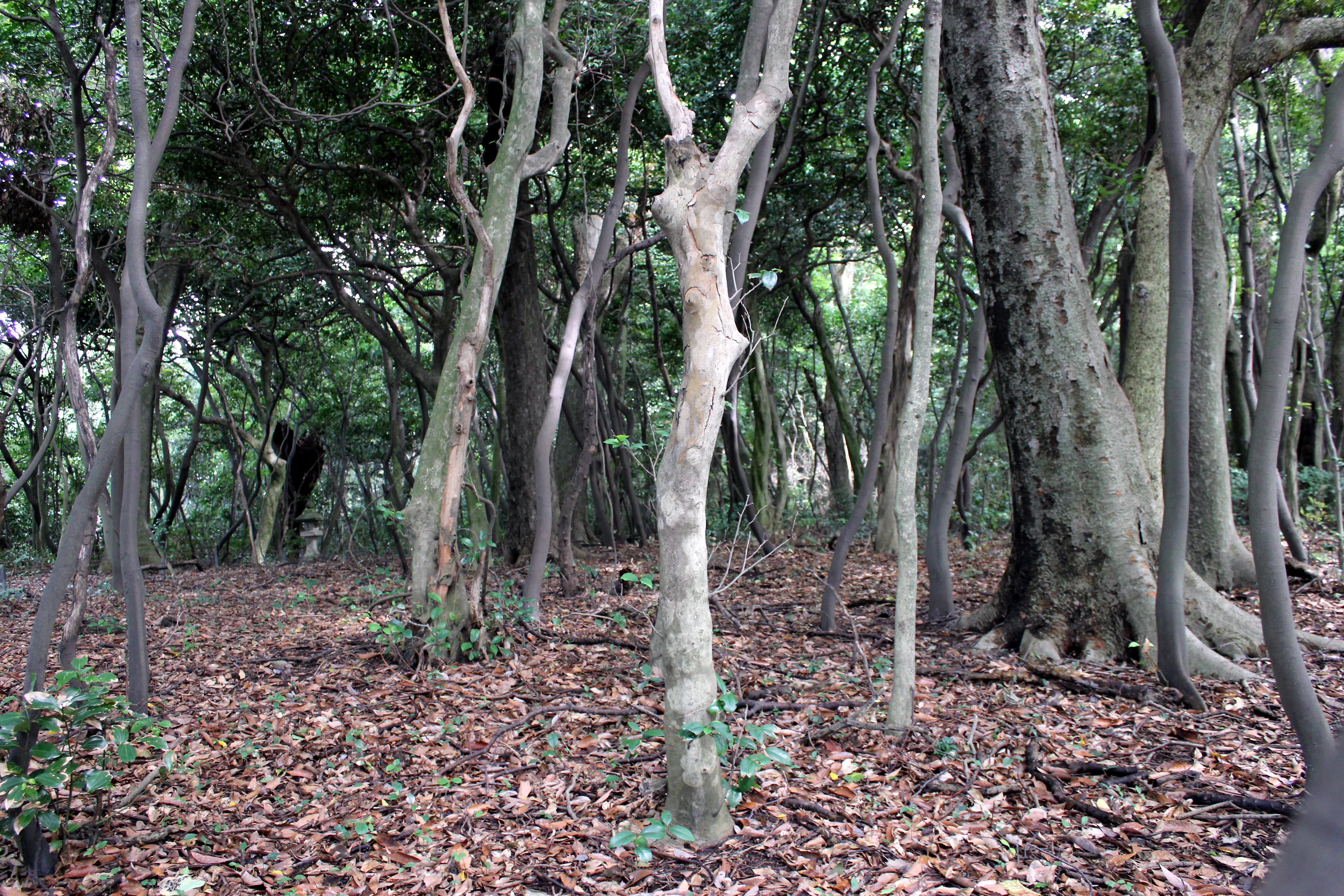
鹿島の森風景